# Châteaufort (Yvelines)
Châteaufort è un comune francese di 1 455 abitanti situato nel dipartimento degli Yvelines nella regione dell'Île-de-France.

## Società

### Evoluzione demografica
Abitanti censiti